# Benetton B193
La Benetton B193 è una vettura di Formula 1 costruita dalla Benetton ed impiegata nella stagione 1993.

## Contesto e sviluppo
Progettata sotto la direzione di Ross Brawn e Rory Byrne, la vettura era in sostanza un aggiornamento della precedente B192, sulla quale furono installati il sistema di sospensioni attive e il cambio semiautomatico (entrambi i sistemi progettati dalla stessa Benetton), inoltre la carreggiata fu ridotta di 15 cm in ottemperanza ai nuovi regolamenti. Il motore Ford HB nelle specifiche HBA7 e HBA8 fu fornito in esclusiva alla Benetton fino al Gran Premio di Germania, gara dalla quale anche la McLaren poté usufruirne. Rispetto all'anno precedente, inoltre, la fornitura di carburante passò dalla Mobil 1 alla Elf.
Durante i test invernali ad Estoril, la vettura evidenziò difficoltà di adattamento ai nuovi pneumatici posteriori di larghezza ridotta imposti dalla FIA; il team decise così di sviluppare un nuovo telaio che sfruttasse le gomme in maniera adeguata. A causa delle tempistiche ristrette, il team corse le prime due gare della stagione con la B193, ribattezzata B193A, per poi passare al telaio con specifica 1993 adeguata ai nuovi pneumatici, ovvero la B193B, a partire dal Gran Premio d'Europa.

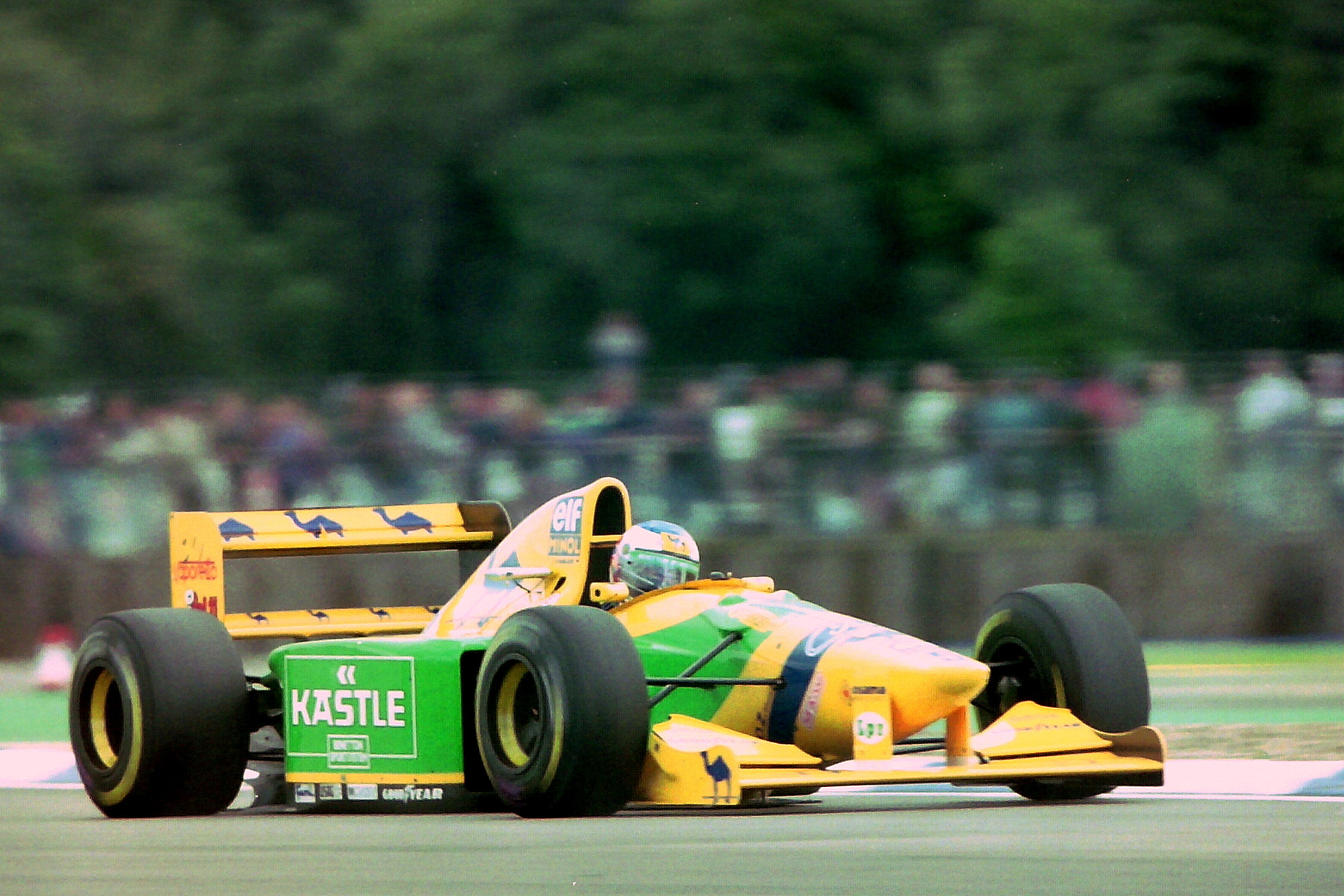
Michael Schumacher sulla B193B durante le prove del Gran Premio di Gran Bretagna 1993

La nuova vettura possedeva pance laterali con un taglio meno pronunciato all'altezza dei radiatori ed un muso rialzato e con la punta arrotondata rispetto a quello B192, insieme ad una parte posteriore più lunga e piatta in modo da permettere un flusso di aria più "pulito" verso l'alettone posteriore; lo stesso venne ridisegnato con un profilo centrale orizzontale anziché inclinato e con un profilo supplementare sporgente a partire da metà stagione.
Una variante, la B193C, venne equipaggiata con un inedito sistema di quattro ruote sterzanti, che fu testato sia da Schumacher che da Patrese a Silverstone. Entrambi i piloti non riscontrarono vantaggi nell'utilizzo del sistema, con Patrese che segnalò come le ruote sterzanti cambiassero il feeling della vettura. La vettura modificata venne utilizzata nelle due corse finali in Giappone ed Australia, dove però entrambi i piloti decisero di lasciare il sistema disattivato in gara. Le quattro ruote sterzanti, insieme agli aiuti elettronici al pilota, furono vietati a partire dalla stagione 1994.

## Carriera agonistica
Condotta dai piloti Michael Schumacher e Riccardo Patrese, la vettura si dimostrò competitiva e tecnologicamente avanzata, ma (per ammissione dello stesso Patrese) ancora un passo indietro a livello qualitativo rispetto alle Williams.
Il team si piazzò al terzo posto del campionato costruttori, con Schumacher che vinse in Portogallo e finì sempre sul podio in tutte le gare che riuscì a portare a termine; Patrese colse un secondo posto in Ungheria, un terzo a Silverstone e diversi piazzamenti a punti.
La B193 fu l'ultima Benetton ad esibire il logo Camel e la relativa livrea gialla, poiché dalla stagione successiva il team passò alla sponsorizzazione Mild Seven.
La B193B divenne la base per la successiva B194, che permise a Michael Schumacher di vincere il titolo piloti nella stagione 1994.

## Risultati completi
| Anno | Vettura              | Motore         | Gomme | Piloti             |     |     |     |     |   |     |     |    |   |   |     |   |     |    |     |     |  |  |  |  |  |  |  |  | Punti | Pos. |
| ---- | -------------------- | -------------- | ----- | ------------------ | --- | --- | --- | --- | - | --- | --- | -- | - | - | --- | - | --- | -- | --- | --- |  |  |  |  |  |  |  |  | ----- | ---- |
| 1993 | Benetton B193A/B193B | Ford HBA7/HBA8 | G     | Michael Schumacher | Rit | 3   | Rit | 3   | 3 | Rit | 2   | 3  | 2 | 2 | Rit | 2 | Rit | 1  | Rit | Rit |  |  |  |  |  |  |  |  | 72    | 3º   |
| 1993 | Benetton B193A/B193B | Ford HBA7/HBA8 | G     | Riccardo Patrese   | Rit | Rit | 5   | Rit | 4 | Rit | Rit | 10 | 3 | 5 | 2   | 6 | 5   | 16 | Rit | 8   |  |  |  |  |  |  |  |  | 72    | 3º   |